# Эмумяги

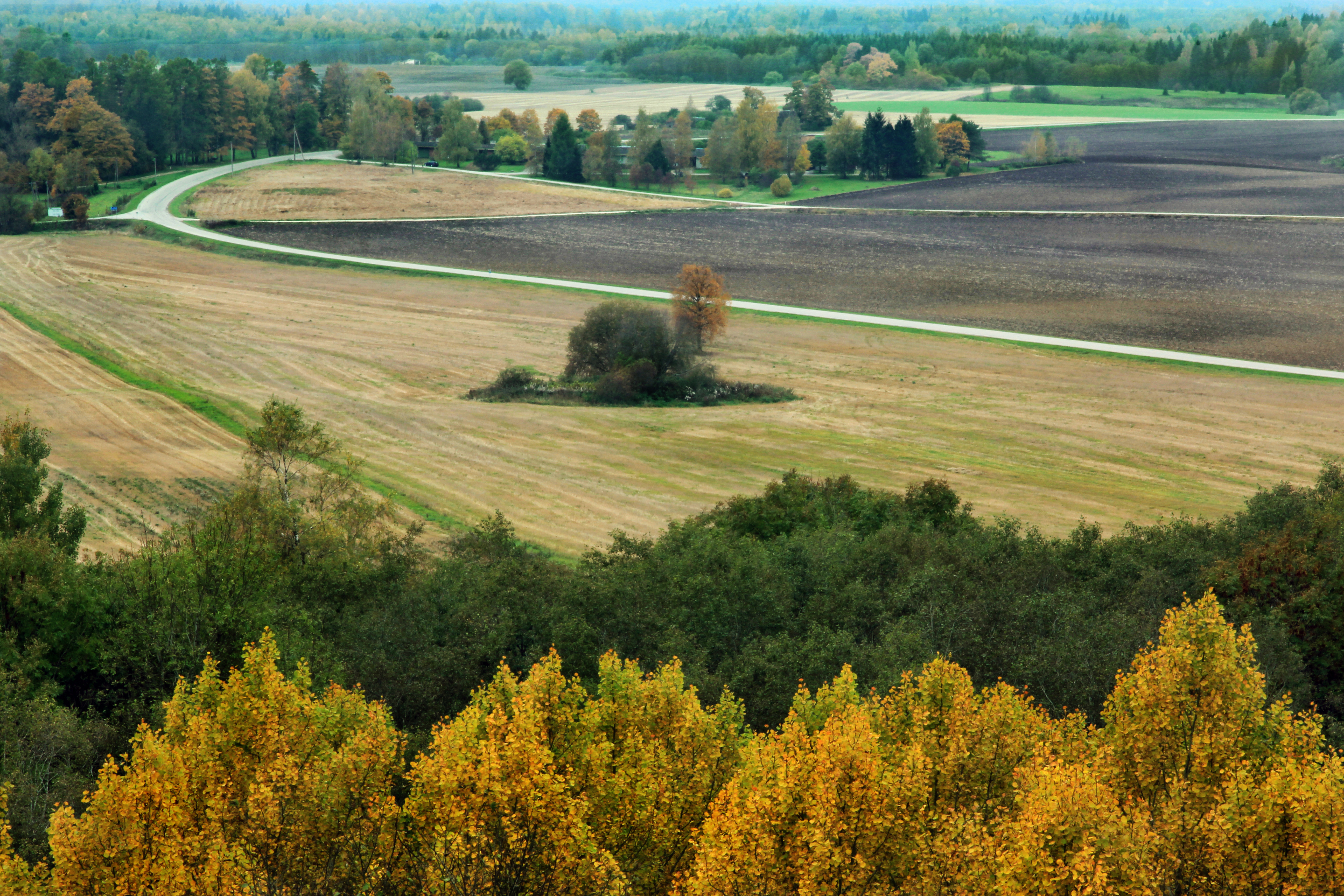
Вид с смотровой башни Эмумяги

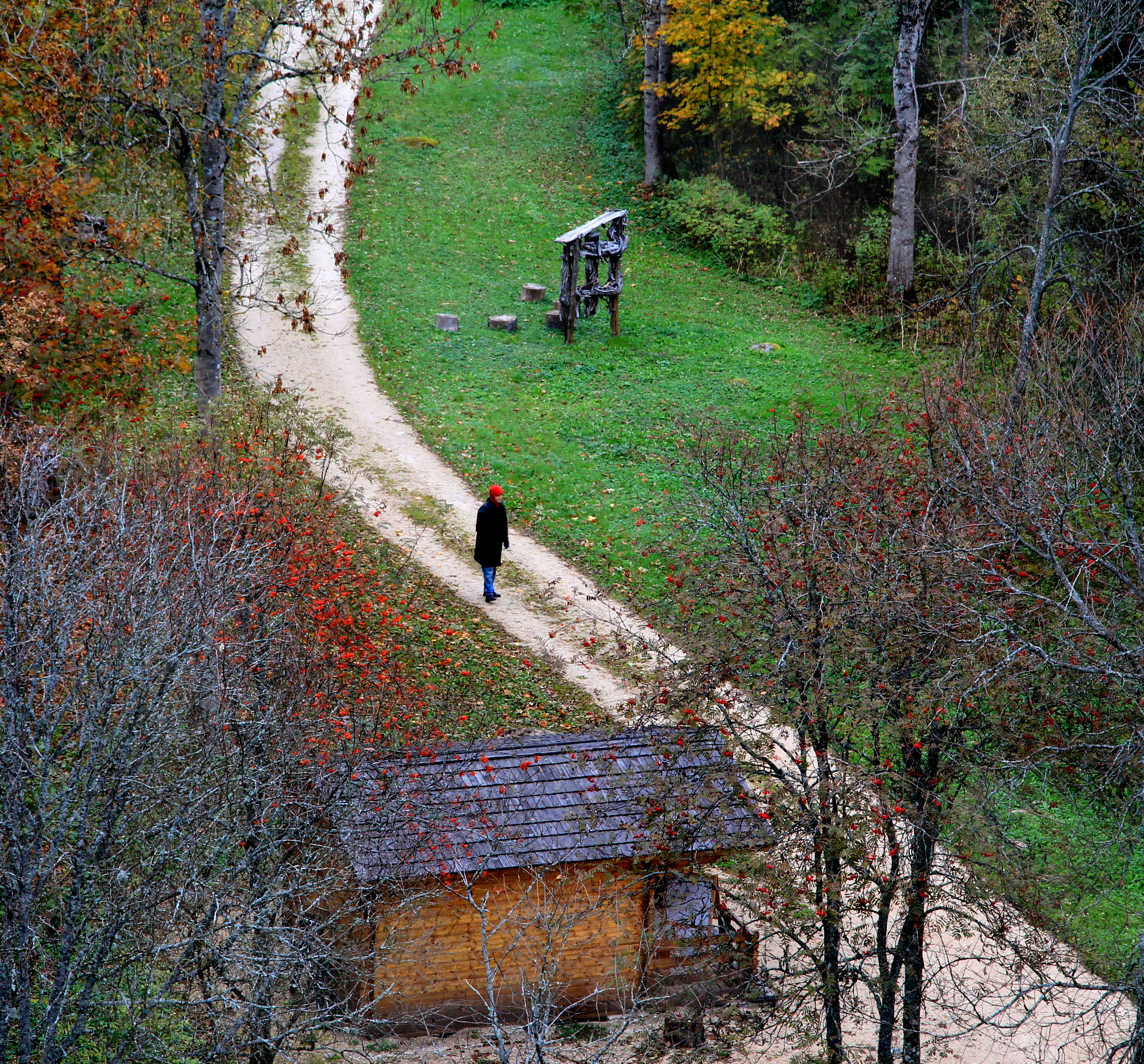
Вход и касса на Эмумяги

Э́мумяги (эст. Emumägi) — высочайшая отметка возвышенности Пандивере (эст. Pandivere kõrgustik). Находится в северо-восточной части Эстонии, близ деревни Эмумяэ (эст. Emumäe küla) уезда Ляэне-Вирумаа (эст. Lääne-Virumaa). Высота: абсолютная — 166 м над уровнем моря, относительная — около 80 м.
Своё детство, прошедшее в Эмумяэ, описал в книге «Мой первый дом» (эст. Minu esimesed kodud. Mälestused I, 1947) писатель Уго Раудсепп (эст. Viktor Paul Hugo Raudsepp) (1883—1952).